# Personalna unija
Personalna unija je zajednica dve ili više država koje su povezane ličnošću vladara i to ne na osnovu ugovora nego prema ustavnim propisima svake od njih. Te države su potpuno odvojene, kako u pogledu njihovih unutrašnjih tako i spoljnih poslova. Personalna unija dakle, slično kao realna unija, nije država, ne posjeduje samostalni međunarodnopravni subjektivitet, već njega zadržavaju njene članice, koje su ovde samostalne u pravom smislu reči (za razliku od realne unije). Pošto imaju zajedničkog vladara, obično dele samo političke delatnosti vezane za šefa države, a retko vrlo malo drugih.
Personalne unije mogu nastati iz vrlo različitih razloga od skoro slučajnosti (princeza koja je već udata za kralja postaje vladajućom kraljicom, a njihovo dete nasleđuje krunu obe zemlje) do praktično aneksije (gde se personalna unija ponekad čini kao način sprečavanja ustanaka). One takođe mogu biti zakonske (ustavi država jasno izražavaju da će se udružiti zajedno) ili nezakonske (u tom slučaju mogu lako biti prekinute npr. različitim naslednim pravilima).
Budući da se šef države u slučaju republike po pravilu bira iz reda građana te države, personalne unije se gotovo isključivo, mada ne nužno, javljaju kod monarhija, odnosno tamo gde postoji mogućnost nasleđivanja prestola neke druge države preko braka ili rodbinskih veza. S opadanjem broja monarhija tokom 20. veka, personalne unije su postale prilično retke. Tamo gde postoje, najznačajnije među takozvanim Kraljevinama Komonvelta, većinom su danas ceremonijalne, dok generalni guverner, po teoriji predstavnik šefa države, ima samo marginalnu političku moć pa se imenuje i mora slušati savet lokalnog šefa vlade.
Personalnu uniju ne bi trebalo mešati sa dinastičkom unijom, koja predstavlja dve ili više država u kojima vlada ista dinastija (ali drugi vladar).
Personalna unija ne sme se pogotovu mešati s federacijom (poput Sjedinjenih Država), koja se međunarodno smatra jedinstvenom državom. Personalna unija često na kraju preraste u federaciju ili obratno.
Nekada se izraz personalna unija u prenesenom značenju koristi i u slučajevima kada ista osoba upravlja dvema ili više firmama, vrši dve ili više funkcija.
| Садржај: | ^ \| 0—9 \| А \| Б \| В \| Г \| Д \| Ђ \| Е \| Ж \| З \| И \| Ј \| К \| Л \| Љ \| М \| Н \| Њ \| О \| П \| Р \| С \| Т \| Ћ \| У \| Ф \| Х \| Ц \| Ч \| Џ \| Ш ^ \| 0—9 \| A \| B \| C \| Č \| Ć \| D \| DŽ \| Đ \| E \| F \| G \| H \| I \| J \| K \| L \| LJ \| M \| N \| NJ \| O \| P \| R \| S \| Š \| T \| U \| V \| Z \| Ž |

## Definicija
U personalnoj uniji osoba jednog šefa okuplja dve ili više država koje pravno u potpunosti zadržavaju svoju nezavisnost.
Personalna unija je obično posledica zakona o nasleđivanju zbog kojih jedan vladar drži dva prestola. No unija može biti i željena, kao što je bila personalna unija Litvanije i Poljske putem sklapanja braka velikog vojvode Ladislava Jagelovića i kraljice Hedvige (1385), ili unija dvaju delova Rumunije, istovremenim izborom kneza Cuze za gospodara Moldavije i Vlaške (1856).
Nema, dakle, valjanih razloga da se, kako se to često čini, personalna unija ograniči na monarhiju. Više država može birati istog predsednika. Bolivar je istovremeno bio predsednik triju republika — Perua (1813), Kolumbije (1814) i Venecuele (1816). Zajednica francuskog ustava iz 1958. u stanovitoj meri je bila personalna unija.

## Ustavna nezavisnost i politička simbioza država ujedinjenih u personalnu uniju
Gledano samo pravno, unija postoji samo u osobi šefa dveju država. Svaka zadržava svoju političku organizaciju kao apsolutno odeljenu. Načela i institucije čak mogu biti sasvim različiti. Tako su Belgija i slobodna država Kongo, u vreme njihove personalne unije (1885-1908), bile jedna parlamentarna,a druga apsolutna monarhija.
Istovetnost ustavnih pravila potrebna je samo u jednom, a to je prenos funkcija šefa države. Kad ta pravila počnu da se razlikuju, unija prirodno nestaje.
Nema, kao u federaciji, zajedničkih institucija. Šef države nikada ne interveniše kao šef unije, nego čas kao šef jedne, a čas kao šef druge države. On je osoba s više uloga, qui plures sustinet presonas.
No‚ta politička dvojnost, kako na unutrašnjem tako i na međunarodnom planu, ne sme dovesti do ekstremnih političkih posledica. Ako države ujedinjene u personalnoj uniji mogu međusobno da sklapaju ugovore, ako mogu da razmenjuju diplomate i zaključuju saveze, ako čak mogu biti, u odnosu na neku treću silu, jedna u ratu, a druga u miru, one ne bi mogle, premda se to hipotetski razmatralo, da budu u ratu jedna sa drugom. „Ista fizička osoba može imati dva pravna statusa, ali će svejedno imati samo jednu volju.“ Povesno, tu istovetnost često uzrokuje apsolutni ili jedan ograničeni monarh koju upravlja spoljnom politikom, zapoveda vojskom, diktira zakone i deli pravdu. U njemu su se mešali realiteti vlasti i ostvarivala se „prava vladalačka simbioza“.
Ta se simbioza proteže sve od vrhova pa do baze. Načelo da su državljani jedne države stranci u drugoj uvek je bilo, faktički i pravno, uveliko ublaženo. Na primer, za kraljevanja nekoliko Džordžova, hanoverski plemići su imali određeni rang na engleskom dvoru i obrnuto.
Politička bliskost koju između dve države stvara personalna unija u inostranstvu se smatra toliko nezgodnom ili čak opasnom da su je ugovori i ustavi ponekad iz predostrožnosti zabranjivali: Pirinejski mir koji je zabranjivao eventualnu uniju između Francuske i Španije (1659); Londonski sporazum koji je imao na umu Grčku i Dansku (1836); grčki ustav iz 1863. itd.

## Primeri personalnih unija

### Albanija
- Personalna unija (nije opšte priznata) s Italijom od 1939. do 1946. (kada je proglašena republikom)
- Personalna unija (nije opšte priznata) s Etiopijom od 1939. do 1941.

### Andora
- Delimična personalna unija s Francuskom od 1607. do 1993. (francuski predsednik i nekada kralj Francuske bio je jedan od dva šefa države Andore)

### Antigva i Barbuda
- Od 1981. nakon sticanja nezavisnosti, Komonvelt, službeno personalna unija od 1927, ujedinjuje Antigvu i Barbudu s Australijom, Bahamima, Barbadosom, Belizeom, Grenadom, Jamajkom, Kanadom, Novim Zelandom, Papuom Novom Gvinejom, Solomonskim Ostrvima, Svetom Lucijom, Svetim Kristoforom i Nevisom, Svetim Vincentom i Grenadinima, Tuvaluom i Ujedinjenim Kraljevstvom.
- Takođe su bili ujedinjeni Cejlon (sada Šri Lanka; 1948–1972), Fidži (1970–1987), Gambija (1965–1970), Gana (1957–1960), Gvajana (1966–1970), Indija (1877–1950, antidatirajući Komnvelt), Irska (1931–1936/1949), Južna Afrika (1931–1961), Kenija (1963–1964), Malavi (1964–1966), Malta (1964–1974), Mauricijus (1968–1992), Nigerija (1960–1992), Pakistan (1947–1956), Sijera Leone (1961–1971), Tanganjika (sada Tanzanija; 1961–1962), Trinidad i Tobago (1962–1976) i Uganda (1962–1963). Nisu svi navedeni bili u personalnoj uniji između Antigve i Barbude i spomenutih zemalja jer su prestali biti kraljevstva Komonvelta još pre nezavisnosti Antigve i Barbude, ali su ipak zbog sažetosti ovde uključeni.

### Australija
- Od 1939/1942. nakon retroaktivnog prihvatanja Vestminsterskog statuta, Komonvelt, službeno personalna unija od 1927. (vidi Antigva i Barbuda, iznad, za ranije i sadašnje sudionike)

### Austrija
- Personalna unija sa Ugarskom, Češkom (Bohemijom) i Moravskom (1526-1804), koja će prerasti u Austrijsko carstvo
- Realna unija s Ugarskom od 1867. do 1918. (dvojna monarhija Austro-Ugarske)

### Bahami
- Od 1973. nakon nezavisnosti od Ujedinjenog Kraljevstva, Komonvelt, službeno personalna unija od 1927. (vidi Antigva i Barbuda, iznad, za ranije i sadašnje članove)

### Barbados
- Od 1966. nakon nezavisnosti od Ujedinjenog Kraljevstva, Komonvelt, službeno personalna unija od 1927. (vidi Antigva i Barbuda, iznad, za ranije i sadašnje članove)

### Belize
- Od 1961. nakon nezavisnosti od Ujedinjenog Kraljevstva, Komonvelt, službeno personalna unija od 1927. (vidi Antigva i Barbuda, iznad, za ranije i sadašnje članove)

### Cejlon
- (sada Šri Lanka) Komonvelt od 1948.-1972. (kada postaje republika). Vidi Antigva i Barbuda, iznad, za ranije i sadašnje članove.

### Češka (Bohemija)iMoravska
- Personalna unija s Poljskom od 1003. do 1004.
- Personalna unija s Ugarskom i Poljskom od 1301. do 1305.
- Personalna unija s Luksemburgom od 1313. do 1378. i od 1383. do 1388.
- Personalna unija s Ugarskom 1419 do 1439 i 1490 do 1526.
- Personalna unija s Austrijom i Ugarskom (1526-1804), koja će prerasti u Austrijsko carstvo

### Danska
- Personalna unija s Norveškom od 1380. do 1536. (kada je Norveška službeno pripojena danskom kraljevstvu, često zvana Danska-Norveška)
- Kalmarska unija, s Norveškom i Švedskom od 1389. do 1523 (ponekad prekidana)
- Kraljevi Danske u isto vreme su bili kneževi Šlezviga i Holštajna od 1460. do 1864. (Holštajn je bio deo Svetog rimskog carstva)
- Personalna unija s Islandom od 1918. (prekinuta od Danske) do 1944.

### Engleska
- Personalna unija s Irskom od 1541. (kada se Irska uzdigla na razinu kraljevstva) do 1707.
- Personalna unija sa Škotskom od 1603. do 1707. (kada su zajedno udružene u Kraljevstvo Velike Britanije)
- Personalna unija s Holandijom od 1689. do 1702, s kraljem Engleske, Škotske i Irske koji je takođe služio kao Stadtholder većine pokrajina Holandije. Prava situacija bila je neznatno složenija s holandskim pokrajinama Holandijom, Zelandom i Utrehtom koje su ušle u personalnu uniju 1672, Gelderlandom i Overejselom 1675. i Drenteom 1696. Samo 2 nizozemske pokrajine nikad nisu ušle u personalnu uniju: Frizija i Groningen.
- Personalna unija sa Hanoverom.

### Etiopija
- Personalna unija (nije opšte priznata) s Italijom od 1936. do 1941.
- Personalna unija (nije opšte priznata) s Albanijom od 1939. do 1941.

### Fidži
- Komonvelt od 1970. do 1987. (vojni puč nakon nezavisnosti). Vidi Antigva i Barbuda, iznad, za ranije i sadašnje članove.

### Finska
- Personalna unija s Rusijom od 1809. (ustupljena od Švedske) do 1917.

### Francuska
- Delimična personalna unija s Andorom od 1607. do 1993. (francuski predsednik, ranije kralj, je bio jedan od dva šefa države Andore)

### Gambija
- Komonvelt od 1965.–1970. (republika nakon nezavisnosti). Vidi Antigva i Barbuda, iznad, za ranije i sadašnje članove.

### Gana
- Komonvelt od 1957.–1960. (republika nakon nezavisnosti). Vidi Antigva i Barbuda, iznad, za ranije i sadašnje članove.

### Grenada
- Od 1974. nakon nezavisnosti od Ujedinjenog Kraljevstva, Komonvelt, službeno personalna unija od 1927. (vidi Antigva i Barbuda, iznad, za ranije i sadašnje članove)

### Gvajana
- Komonvelt od 1966.–1970. (republika nakon nezavisnosti). Vidi Antigva i Barbuda, iznad, za ranije i sadašnje članove.

### Hanover
- Personalna unija s Velikom Britanijom i Irskom od 1714. do 1801.
- Personalna unija s Ujedinjenim Kraljevstvom od 1801. do 1837.

### Holandija
- Personalna unija s Engleskom, Škotskom i Irskom od 1672. do 1702, s kraljem Engleske, Škotske i Irske koji je takođe služio kao Stadtholder većine pokrajina Holandije. Prava situacija bila je neznatno složenija s nizozemskim pokrajinama Holandijom, Zeelandom i Utrehtom koje su ušle u personalnu uniju 1672, Gelderlandom i Overejselom 1675. i Drenteom 1696. Samo 2 holandske pokrajine nikad nisu ušle u personalnu uniju: Frizija i Groningen.
- Personalna unija s Luksemburgom od 1815. do 1890.

### Hrvatska
- Personalna unija s Mađarskom od 1102. do 1918.

### Indija
- Personalna unija s Ujedinjenim Kraljevstvom od 1877.–1950.
- Komonvelt od 1927.–1950. (kada je postala republika)

### Irska
- Personalna unija s Engleskom od 1541. (uzdignuta na nivo kraljevine) do 1707.
- Personalna unija sa Škotskom od 1603. do 1707.
- Personalna unija s Holandijom od 1689. do 1702, s kraljem Engleske, Škotske i Irske koji je takođe služio kao Stadtholder većine pokrajina Nizozemske. Prava situacija bila je neznatno složenija s nizozemskim pokrajinama Holandijom, Zeelandom i Utrehtom koje su ušle u personalnu uniju 1672, Gelderlandom i Overejselom 1675. i Drenteom 1696. Samo 2 holandske pokrajine nikad nisu ušle u personalnu uniju: Frizija i Groningen.
- Personalna unija s Velikom Britanijom od 1707. do 1801. (kada su zajedno udružene u Ujedinjeno Kraljevstvo Velike Britanije i Irske)
- Personalna unija s Hanoverom od 1714. do 1801.
- Personalna unija s Ujedinjenim Kraljevstvom od 1922. (prekinuta) do 1936/1949. (Irska Slobodna Država, ne Sjeverna Irska)
- Komonvelt od 1927.– 1936/1949.

### Island
- Personalna unija s Danskom od 1918. (prekinuta od Danske) do 1944.

### Italija
- Personalna unija (nije opšte priznata) s Etiopijom od 1936. do 1941.
- Personalna unija (nije opšte priznata) s Albanijom od 1939. do 1941.

### Jamajka
- Od 1962. nakon nezavisnosti od Ujedinjenog Kraljevstva, Komonvelt, službeno personalna unija od 1927. (vidi Antigva i Barbuda, iznad, za ranije i sadašnje članove)

### Južna Afrika
- Komonvelt od 1931.–1971. (republika nakon Vestminsterskog statuta). Vidi Antigva i Barbuda, iznad, za ranije i sadašnje članove.

### Kanada
- Od 1931. kroz Vestminsterski statut iz 1931., Komonvelt, službeno personalna unija od 1927. (vidi Antigva i Barbuda, iznad, za ranije i sadašnje članove)

### Kenija
- Komonvelt od 1963.–1964. (republika nakon nezavisnosti). Vidi Antigva i Barbuda, iznad, za ranije i sadašnje članove.

### Litvanija
- Personalna unija s Poljskom od 1386. do 1569. - Poljsko-Litvanska Unija. 1569. preoblikovana u federaciju pod imenom Lublinska unija.

### Luksemburg
- Personalna unija sa Češkom (Bohemijom) i Moravskom od 1313. do 1378. i od 1383. do 1388.
- Personalna unija s Holandijom od 1815. do 1890.

### Malta
- Komonvelt od 1964.–1974. (republika nakon nezavisnosti). Vidi Antigva i Barbuda, iznad, za ranije i sadašnje članove.

### Mauricijus
- Komonvelt od 1968.–1992. (republika nakon nezavisnosti). Vidi Antigva i Barbuda, iznad, za ranije i sadašnje članove.

### Nigerija
- Komonvelt od 1960.–1973. (republika nakon nezavisnosti). Vidi Antigva i Barbuda, iznad, za ranije i sadašnje članove.

### Norveška
- Personalna unija sa Švedskom od 1319. do 1343.
- Personalna unija s Danskom od 1380. do 1536. (kada je Norveška službeno pripojena danskom kraljevstvu, često zvana Danska-Norveška)
- Kalmarska unija s Norveškom i Švedskom od 1389. do 1521. (ponekad prekidana)
- Personalna unija sa Švedskom od 1814. do 1905. (kada je Norveška ustupljena od Danske i ušla u uniju sa Švedskom, ponekad zvana Švedska-Norveška)

### Novi Zeland
- Od 1947. nakon prihvatanja Vestminsterskog statuta, Komonvelt, službeno personalna unija od 1927. (vidi Antigva i Barbuda, iznad, za ranije i sadašnje članove)

### Pakistan
- Komonvelt od 1947.–1956. (republika nakon nezavisnosti od Indije). Vidi Antigva i Barbuda, iznad, za ranije i sadašnje članove.

### Papua Nova Gvineja
- Od 1975. nakon nezavisnosti od Australije, Komonvelt, službeno personalna unija od 1927. (vidi Antigva i Barbuda, iznad, za ranije i sadašnje članove)

### Poljska
- Personalna unija s Češkom (Bohemijom) i Moravskom (1003-1004)
- Personalna unija s Ugarskom, Češkom (Bohemijom) i Moravskom od 1301. do 1305.
- Personalna unija s Ugarskom od 1370. do 1382. (vidi odeljak o Ugarskoj)
- Personalna unija s Litvanijom od 1386. do 1569. poznata kao 1569. unija je preoblikovana u federaciju pod imenom Državna zajednica Poljske i Litvanije.
- Personalna unija sa Rusijom (1815-1831), posle (1831-1863) realna unija s Rusijom, kasnije deo Rusije.

### Poljsko-litvanska zajednica
- Personalna unija sa Švedskom od 1592. do 1599.
- Personalna unija Poljske odnosno Poljsko-litvanska zajednice se Saksonijom od 697. do 1706, od 1709 do 1733, i od 1734 do 1763)

### Portugal
- Iberijska unija sa Španijom od 1580. do 1640. (pod Filipom II Španskim, njegovim sinom i unukom)
- Personalna ili realna unija Portugala, Brazila i Algarves, tzv. Ujedinjeno kraljevstvo Portugala, Brazila i Algarves (1815—1822)

### Rusija
- Personalna unija s Finskom od 1809. do 1917.
- Personalna unija sa Poljskom (1815-1831), posle (1831-1863) realna unija s Poljskom, kasnije Poljska postala deo Rusije.

### Šlezvig i Holštajn
- Kneževstva s vlastitim pravilima o nasleđivanju.

### Sijera Leone
- Komonvelt od 1961.–1971. (republika nakon nezavisnosti). Vidi Antigva i Barbuda, iznad, za ranije i sadašnje članove.

### Solomonova Ostrva
- Od 1978. nakon nezavisnosti od Ujedinjenog Kraljevstva, Komonvelt, službeno personalna unija od 1927. (vidi Antigva i Barbuda, iznad, za ranije i sadašnje članove)

### Sveta Lucija
- Od 1979. nakon nezavisnosti od Ujedinjenog Kraljevstva, Komonvelt, službeno personalna unija od 1927. (vidi Antigva i Barbuda, iznad, za ranije i sadašnje članove)

### Sveti Kristofer i Nevis
- Od 1983. nakon nezavisnosti od Ujedinjenog Kraljevstva, Komonvelt, službeno personalna unija od 1927. (vidi Antigva i Barbuda, iznad, za ranije i sadašnje članove)

### Sveti Vincent i Grenadini
- Od 1979. nakon nezavisnosti od Ujedinjenog Kraljevstva, Komonvelt, službeno personalna unija od 1927. (vidi Antigva i Barbuda, iznad, za ranije i sadašnje članove)

### Sveto rimsko carstvo
- Personalna unija sa Španijom od 1519. do 1556. pod Karlom V.

### Škotska
- Personalna unija s Engleskom i Irskom od 1603. do 1707. (kada su Engleska i Škotska udružene u Kraljevstvo Velike Britanije)
- Personalna unija s Holandijom od 1689. do 1702, s kraljem Engleske, Škotske i Irske koji je takođe služio kao Stadtholder većine pokrajina Holandije. Prava situacija bila je neznatno složenija s holandskim pokrajinama Holandijom, Zelandom i Utrehtom koje su ušle u personalnu uniju 1672, Gelderlandom i Overejselom 1675. i Drenteom 1696. Samo 2 nizozemske pokrajine nikad nisu ušle u personalnu uniju: Frizija i Groningen.

### Španija
- Personalna unija sa Svetim rimskim carstvom od 1519. do 1556. pod Karlom I (Karlo V, rimsko-nemački car)
- Od 1460. do 1864. Delovi svih kneževstva u personalnoj uniji s Danskom.
- Iberijska unija s Portugalom od 1580. do 1640. (pod Filipom II Španskim, njegovim sinom i unukom)

### Švedska
- Personalna unija s Norveškom od 1319. do 1343.
- Kalmarska unija s Danskom i Norveškom od 1389. do 1521. (ponekad prekidana)
- Personalna unija s Poljsko-Litvanskom Zajednicom od 1592. do 1599.
- Personalna unija s Norveškom od 1814. do 1905. (ponekad nazvana Svedska-Norveška)

### Tanganjika
- (sada Tanzanija) Komonvelt od 1961.–1962. (republika nakon nezavisnosti). Vidi Antigva i Barbuda, iznad, za ranije i sadašnje članove.

### Trinidad i Tobago
- Komonvelt od 1962.–1976. (republika nakon nezavisnosti). Vidi Antigva i Barbuda, iznad, za ranije i sadašnje članove.

### Tuvalu
- Od 1978. kroz nezavisnost od Ujedinjenog Kraljevstva, Komonvelt, službeno personalna unija od 1927. (vidi Antigva i Barbuda, iznad, za ranije i sadašnje članove)

### Uganda
- Komonvelt od 1962.–1963. (republika nakon nezavisnosti). Vidi Antigva i Barbuda, iznad, za ranije i sadašnje članove.

### Ugarska(Mađarska)
- Personalna unija s Hrvatskom od 1102. do 1526.
- Personalna unija s Poljskom i Češkom (Bohemijom) od 1301. do 1305.
- Personalna unija s Poljskom od 1370. do 1382. pod vladavinom Lajoša I Anžujskog. To se razdoblje u poljskoj istoriji ponekad naziva Andegawenska Poljska. Ludovik je nasledio poljsko presto od svojega ujaka Kazimira III. Nakon Lajošove smrti poljski plemići (šljahta) su odlučili da prekinu personalnu uniju jer nisu više želeli da se vlada iz Mađarske pa su odabrali Lajošovu mlađu kćer Jadvigu kao svoju novu vladarku, dok je Mađarsku nasledila njegova starija kćer Marija.
- Personalna unija sa Svetim rimskim carstvom (1526-1806)
- Personalna unija sa Austrijom, Češkom (Bohemijom) i Moravskom (1526-1804), koja će prerasti u Austrijsko carstvo
- Realna unija sa Austrijom od 1867. do 1918. (dvojna monarhija Austro-Ugarske) pod vladavinom Franje Josipa i Karla IV (zapravo to je bila pre dinastička unija, a ne personalna unija.)
- Realna unija sa Hrvatskom i Slavonijom (1868-1918), u okviru Austro-Ugarske

### Ujedinjeno Kraljevstvo Velike Britanije i Irske
- Personalna unija s Hanoverom od 1801. do 1837.

### Ujedinjeno Kraljevstvo Velike Britanije i Sjeverne Irske
- Personalna unija s Irskom od 1922. (prekinuta) do 1949.
- Od 1927. nakon stvaranja mnogostruke krune, Komonvelt, službeno personalna unija od 1927. (vidi Antigva i Barbuda, iznad, za ranije i sadašnje članove)

### Velika Britanija
- Personalna unija s Irskom od 1707. do 1801. (kada su zajedno udružene u Ujedinjeno Kraljevstvo Velike Britanije i Irske)
- Personalna unija s Hanoverom od 1714. do 1801.

## Literatura
- Marcel Prélot (2002). Političke institucije: opća teorija političkih institucija. Zagreb: Politička kultura.